# Quintus Ligarius
Quintus Ligarius († um 42 v. Chr.) war ein Politiker und Militär der ausgehenden römischen Republik, Anhänger der Senatspartei im Bürgerkrieg zwischen Gaius Iulius Caesar und Gnaeus Pompeius Magnus.
Als Legat des Proprätors Gaius Considius Longus verwaltete Ligarius im Jahr 50 v. Chr. kommissarisch die Provinz Africa, während sich Longus in Rom um das Konsulat bewarb. Nach dem Ausbruch des Bürgerkriegs im Frühjahr 49 ließ er es geschehen, dass der Pompeianer Publius Attius Varus die Provinz übernahm und dort zwei Legionen aushob. Dem vom Senat ernannten Nachfolger des Longus, Lucius Aelius Tubero, verweigerte er hingegen die Landung in Africa. Auch nach der vernichtenden Niederlage des Pompeius in der Schlacht von Pharsalos blieb Ligarius in Africa und setzte den Kampf gegen die Caesarianer fort. Als Caesar im Februar 46 die Provinz in der Schlacht bei Thapsus erobert hatte, wurde Ligarius zwar begnadigt, durfte aber nicht nach Rom zurückkehren. Ende 46 wurde er von Quintus, Sohn des Lucius Aelius Tubero, beim Diktator Caesar des Hochverrats (perduellio) angeklagt, weil er mit dem zum Staatsfeind erklärten Numiderkönig Juba I. gekämpft habe, und von Marcus Tullius Cicero in seiner erhaltenen Rede Pro Q. Ligario erfolgreich verteidigt. Mit Caesars Erlaubnis wieder in Rom, schloss sich Ligarius den Verschwörern gegen den Diktator an. Wahrscheinlich kam er gemeinsam mit diesen in den Kämpfen nach der Ermordung Caesars ums Leben.